# JetSmart
JetSmart è una compagnia aerea a basso costo con sede a Santiago del Cile mentre e il suo hub principale è l'Aeroporto Internazionale Arturo Merino Benítez.

## Storia
JetSmart ha richiesto un certificato di operatore aereo il 26 gennaio 2017 e ha ricevuto l'autorizzazione a giugno dello stesso anno. Inizialmente, la compagnia aerea ha iniziato ad operare con una flotta di Airbus A320-200 e in un secondo momento sono subentrati gli Airbus A320neo. Il vettore ha iniziato le operazioni di volo nel territorio domestico, tuttavia con l'avvio della sussidiaria JetSmart Argentina sono state avviate alcune rotte anche in Argentina. Il 4 dicembre 2019, JetSmart, ha acquistato Norwegian Air Argentina e ha acquisito le sue operazioni, il personale e la licenza di volo con effetto immediato. Inoltre ha avviato un processo di unione con la filiale JetSmart Argentina senza i Boeing 737-800 di Norwegian poiché non facevano parte della transazione. Le operazioni di volo sono effettuate nell'Aeroparque Jorge Newbery e nell'Aeroporto El Palomar.

## Flotta

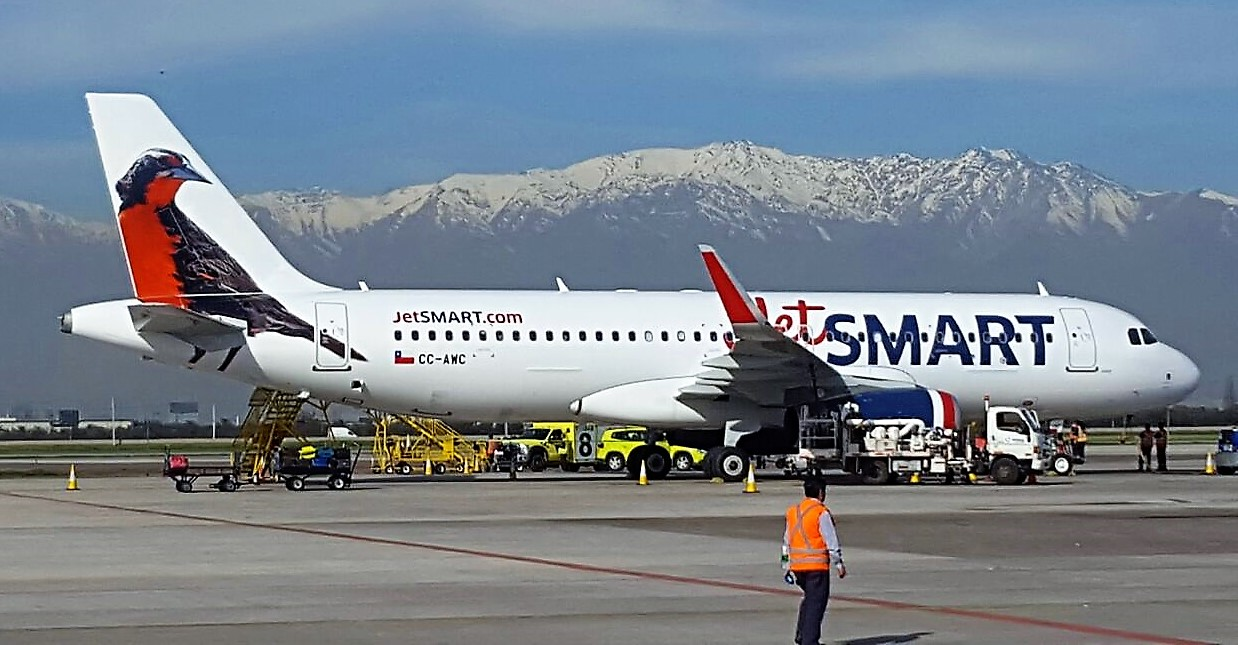
Un Airbus A320-200.

Ad ottobre 2024 la flotta di JetSmart risulta composta dai seguenti aerei: